# Аксютина (Брянская область)
Аксютина (Аксютино) — деревня в Карачевском районе Брянской области России. Входит в состав Бошинского сельского поселения. 
Расположена 

## География
Деревня находится в восточной части Брянской области, в зоне хвойно-широколиственных лесов, в 2 км к югу от села Бошино.

### Климат
Климат умеренно континентальный с теплым летом и умеренно морозной зимой. Годовое количество осадков — 500—600 мм. Средняя температура января составляет −8,6°, июля — +18,6°. 

## История
Упоминается с XVII века в составе Подгородного стана Карачевского уезда. В XVIII—XIX вв. — владение Хитрово, Сафоновых, Петровых и других помещиков; состояла в приходе села Бошино.
До 1929 года входила в Карачевский уезд (с 1861 — в составе Бошинской волости, с 1924 в Вельяминовской волости). 
 С 1929 в Карачевском районе (Бошинский сельсовет, с 2005 — сельское поселение).

## Население
| 2010 | 2013 |
| ---- | ---- |
| 1    | ↗2   |

| Годы      | 1866 | 1887 | 1926 | 1979 | 1989 | 2002 | 2010 |
| --------- | ---- | ---- | ---- | ---- | ---- | ---- | ---- |
| Население | 43   | 49   | 75   | 11   | 5    | 0    | 1    |

## Инфраструктура
Личное подсобное хозяйство с зоной сельскохозяйственного использования, индивидуальная застройка усадебного типа.

## Транспорт
Просёлочные дороги.